# Prix Roger-Nimier
Le prix Roger-Nimier est un prix littéraire créé en 1963 à l'initiative d'André Parinaud et de Denis Huisman. Il récompense un jeune auteur dont l'esprit s'inscrit dans la lignée de l'œuvre littéraire de Roger Nimier. 
Il est décerné annuellement chaque deuxième quinzaine de mai lors d'une annonce faite au Fouquet's. Parrainé par le groupe Vivendi et Arnaud de Puyfontaine le prix est doté d'un montant de 5 000 euros.
Pour l'édition 2024, Jean-Marie Rouart annonce avec humour le «suicide» de l'ancien Jury qu'il présidait aux côtés de Bernard Chapuis, Eric Neuhoff, Christophe Ono-dit-Biot, Didier Van Cauwelaert, Florian Zeller et Marc Dambre. Il passe le relai à un nouveau Jury, rajeuni et féminisé. Pour l'édition 2025, année du Centenaire de Roger Nimier, ce nouveau Jury compte Eugénie Bastié, Céline Laurens, Jessica Nelson, Abnousse Shalmani, Erwan Barillot, Charlie Roquin, Thibault de Montaigu et Louis-Henri de La Rochefoucauld,.

## Liste des lauréats
| Année |  | Auteur                          | Ouvrage                                | Éditeur (xe fois)           |
| ----- |  | ------------------------------- | -------------------------------------- | --------------------------- |
| 1963  |  | Jean Freustié                   | La Passerelle                          | Grasset                     |
| 1964  |  | André de Richaud                | Je ne suis pas mort                    | France-Empire               |
| 1965  |  | non attribué                    |                                        |                             |
| 1966  |  | Clément Rosset                  | Lettre sur les chimpanzés              | Gallimard                   |
| 1967  |  | Éric Ollivier                   | J'ai cru trop longtemps aux vacances   | Denoël                      |
| 1968  |  | Patrick Modiano                 | La Place de l'Étoile                   | Gallimard (2)               |
| 1969  |  | Michel Doury                    | L'Indo                                 | Julliard                    |
| 1970  |  | Robert Quatrepoint              | Mort d'un Grec                         | Denoël (2)                  |
| 1971  |  | François Sonkin                 | Les Gendres                            | Denoël (3)                  |
| 1972  |  | (ex aequo) Claude Breuer        | Une journée un peu chaude              | France-Empire (2)           |
| 1972  |  | (ex aequo) André Thirion        | Révolutionnaires sans révolution       | Robert Laffont              |
| 1973  |  | Inès Cagnati                    | Le Jour de congé                       | Denoël (4)                  |
| 1974  |  | François Weyergans              | Le Pitre                               | Gallimard (3)               |
| 1975  |  | Frédéric Musso                  | La Déesse                              | La Table ronde              |
| 1976  |  | Alexandre Astruc                | Ciel de cendres                        | Le Sagittaire               |
| 1977  |  | Emil Cioran                     | pour l'ensemble de son œuvre           |                             |
| 1978  |  | Erik Orsenna                    | La Vie comme à Lausanne                | Seuil                       |
| 1979  |  | Pascal Sevran                   | Le Passé supplémentaire                | Olivier Orban               |
| 1980  |  | Gérard Pussey                   | L'Homme d'intérieur                    | Denoël (5)                  |
| 1981  |  | Bernard Frank                   | Solde                                  | Flammarion                  |
| 1982  |  | Jean Rolin                      | Journal de Gand aux Aléoutiennes       | Lattès                      |
| 1983  |  | Denis Tillinac                  | L'Été anglais                          | Robert Laffont (2)          |
| 1984  |  | Didier Van Cauwelaert           | Poisson d'amour                        | Seuil (2)                   |
| 1985  |  | Antoine Roblot                  | Un beau match                          | La Table ronde (2)          |
| 1986  |  | Jacques-Pierre Amette           | Confessions d'un enfant gâté           | Olivier Orban (2)           |
| 1987  |  | Alain Dugrand                   | Une certaine sympathie                 | Lattès (2)                  |
| 1988  |  | Jean-Claude Guillebaud          | Le Voyage à Kéren                      | Arléa                       |
| 1989  |  | Frédéric Berthet                | Daimler s'en va                        | La Table ronde (3)          |
| 1990  |  | Éric Neuhoff                    | Les Hanches de Lætitia                 | Albin Michel                |
| 1991  |  | Stéphane Hoffmann               | Château Bougon                         | Albin Michel (2)            |
| 1992  |  | François Taillandier            | Les Nuits racine                       | Éditions de Fallois         |
| 1993  |  | Dominique Muller                | C'était le paradis                     | Seuil (3)                   |
| 1994  |  | Stéphane Denis                  | Les Évènements de 67                   | Plon                        |
| 1995  |  | Dominique Noguez                | Les Martagons                          | Gallimard (4)               |
| 1996  |  | Éric Holder                     | En compagnie des femmes                | Le Dilettante               |
| 1997  |  | Jean-Paul Kauffmann             | La Chambre noire de Longwood           | La Table ronde (4)          |
| 1998  |  | Jérôme Garcin                   | La Chute de cheval                     | Gallimard (5)               |
| 1999  |  | Marc Dugain                     | La Chambre des officiers               | Lattès (3)                  |
| 2000  |  | Arnaud Guillon                  | Écume Palace                           | Arléa (2)                   |
| 2001  |  | Charles Dantzig                 | Nos vies hâtives                       | Grasset (2)                 |
| 2002  |  | Nicolas d'Estienne d'Orves      | Othon ou l'Aurore immobile             | Manitoba–Les Belles lettres |
| 2003  |  | Marie-Claire Pauwels            | Fille à papa                           | Albin Michel (3)            |
| 2004  |  | (ex aequo) David Foenkinos      | Le Potentiel érotique de ma femme      | Gallimard (6)               |
| 2004  |  | (ex aequo) Adrien Goetz         | La Dormeuse de Naples                  | Le Passage                  |
| 2005  |  | Bernard Chapuis                 | La Vie parlée                          | Stock                       |
| 2006  |  | Christian Authier               | Les Liens défaits                      | Stock (2)                   |
| 2007  |  | Jean-Marc Parisis               | Avant, pendant, après                  | Stock (3)                   |
| 2008  |  | Yannick Haenel                  | Cercle                                 | Gallimard (7)               |
| 2009  |  | Xavier Patier                   | Le Silence des termites                | La Table ronde (5)          |
| 2010  |  | Nelly Alard                     | Le Crieur de nuit                      | Gallimard (8)               |
| 2011  |  | Françoise Dorner                | Tartelettes, Jarretelles et Bigorneaux | Albin Michel (4)            |
| 2012  |  | Jean-Luc Coatalem               | Le Gouverneur d'Antipodia              | Le Dilettante (2)           |
| 2013  |  | Capucine Motte                  | Apollinaria                            | Lattès (4)                  |
| 2014  |  | David Le Bailly                 | La Captive de Mitterrand               | Stock (4)                   |
| 2015  |  | Émilie de Turckheim             | La Disparition du nombril              | Héloïse d'Ormesson          |
| 2016  |  | Paul Greveillac                 | Les Âmes rouges                        | Gallimard (9)               |
| 2017  |  | Pierre Adrian                   | Des âmes simples                       | Équateurs                   |
| 2018  |  | non attribué                    |                                        |                             |
| 2019  |  | Arnaud de la Grange             | Le Huitième Soir                       | Gallimard (10)              |
| 2020  |  | non attribué                    |                                        |                             |
| 2021  |  | non attribué                    |                                        |                             |
| 2022  |  | Céline Laurens                  | Là où la caravane passe                | Albin Michel (5)            |
| 2023  |  | Paul Pavlowitch                 | Tous Immortels                         | Buchet Chastel              |
| 2024  |  | Louis-Henri de la Rochefoucauld | Les Petits Farceurs                    | Robert Laffont (3)          |
| 2025  |  | Jean de Saint-Cheron            | Malestroit                             | Grasset (3)                 |

## Dans la fiction
Dans son roman Le Déjeuner des barricades, paru aux éditions Grasset en 2017, Pauline Dreyfus raconte le déroulement de l'attribution du prix Roger-Nimier à l'hôtel Meurice, en plein Mai 68.